# Xã Lykens, Quận Crawford, Ohio
Xã Lykens (tiếng Anh: Lykens Township) là một xã thuộc quận Crawford, tiểu bang Ohio, Hoa Kỳ. Năm 2010, dân số của xã này là 660 người.